# Pavel Valíček
Pavel Valíček (13. května 1939 v Nymburce – 26. srpna 2023) byl český botanik, agronom a zemědělec, zaměřený na užitkové rostliny tropů a subtropů, zvláště na asijské léčivé rostliny. Byl také lektorem Virtuální univerzity třetího věku, kterou pořádá Provozně ekonomická fakulta České zemědělské univerzity v Praze a kde přednášel o léčivých rostlinách čínské medicíny.

## Život
Po ukončení základní školy studoval na Střední zemědělské škole v Poděbradech a od roku 1957 na Agronomické fakultě Vysoké školy zemědělské v Praze, kterou absolvoval v roce 1962. Více než třicet let pracoval v Institutu tropického a subtropického zemědělství, katedře tropických a subtropických plodin, kde působil do roku 2000. V roce 1982 byl jmenován profesorem pro rostlinnou výrobu tropů a subtropů.  Absolvoval řadu zahraničních stáží, více než dva roky pracoval jako expert ve Vietnamu. V roce 2000 odešel do důchodu, věnoval se zahradám léčivých rostlin v Třebíči a Sádku, přednášel a publikoval.

## Dílo
Jeho publikační činnost zahrnuje více než 250 titulů, a to jak původních vědeckých prací, tak i učebních textů, knih, populárně odborných prací a podobně. Byl vedoucím autorského kolektivu rozsáhlé publikace Užitkové rostliny tropů a subtropů, dále autorem knih Rostliny pro zdravý život, Léčivé rostliny třetího tisíciletí, Koření a jeho léčivé účinky, Rostliny a omamné drogy a v poslední době například dvoudílné knihy Léčivé rostliny Číny a Vietnamu.